# Leptopulvinaria elaeocarpi
Leptopulvinaria elaeocarpi är en insektsart som beskrevs av Hiroshi Kanda 1960. Leptopulvinaria elaeocarpi ingår i släktet Leptopulvinaria och familjen skålsköldlöss. Inga underarter finns listade i Catalogue of Life.